# ستيوارت جين
ستيوارت جين هو لاعب غولف ماليزي، ولد في 2 يونيو 1949 في ملبورن في أستراليا.

## وصلات خارجية
- ستيوارت جين على موقع رابطة لاعبي الغولف المحترفين (الإنجليزية)
- ستيوارت جين على موقع رابطة أوروبا للاعبي الغولف المحترفين (الإنجليزية)
- ستيوارت جين على موقع رابطة اليابان للاعبي الغولف المحترفين (الإنجليزية)
- ستيوارت جين على موقع التصنيف العالمي الرسمي للغولف (الإنجليزية)